# ایوان ربروف
ایوان ربروف (به انگلیسی: Ivan Rebroff) با نام واقعی هانس-رولف ریپرت (به انگلیسی: Hans-Rolf Rippert) (زادهٔ: ۳۱ ژوئیه ۱۹۳۱ در برلین - درگذشتهٔ: ۲۷ فوریه ۲۰۰۸ در فرانکفورت) خوانندهٔ آلمانی روسی‌تبار بود که وسعت صدایش به چهار اکتاو و نیم می‌رسید و از زیر تا بم را شامل می‌شد.
بیشترین شهرت ایوان ربروف به خاطر خواندن ترانه‌های مردمی روسی و معروف ساختن آنها در گرداگرد جهان بود ولی او علاوه بر آنها به اجرای اپرا، اپرت، سرودهای روحانی و ترانه‌های فولکلوریک دیگر کشورها نیز می‌پرداخت. ترانهٔ «اگر مردی ثروتمند می‌بودم» یکی از کارهای نام‌آشنای ربروف می‌باشد که اجرای آن در نمایش کمدی-موزیکال «ویلن‌زن بر روی بام» در ۱۹۶۸ او را به شهرت رسانید.
ایوان ربروف آخرین کنسرت خود را در دسامبر ۲۰۰۷ در وین برگزار نمود و پس از آن به دلیل بیماری بازنشسته شد و چند ماه بعد در فرانکفورت و در سن ۷۶ سالگی درگذشت.

## زندگی‌نامه
ایوان ربروف با نام واقعی هانس-رولف ریپرت در ۳۱ ژوئیه ۱۹۳۱ در برلین زاده شد. پدرش مهندسی آلمانی و مادرش روس بود. او که در دسته‌های کر آواز می‌خواند در فاصلهٔ ساله‌های ۱۹۵۱ تا ۱۹۵۹، موفق به دریافت بورس تحصیلی برای فراگیری آواز، پیانو و ویلن در کالج دولتی موسیقی هامبورگ شد و استاد آوازش، آدولف دیتل او را به سوی آهنگ‌های اروپای شرقی سوق داد. هانس-رولف ریپرت در ۱۹۵۳ نام خود را به ایوان ربروف تغییر داد.او فردی همجنسگرا بود و گفته میشود از اجداد یهودی متولد شده است.
پس از فارغ‌التحصیلی، او توانایی تطبیق‌پذیری صدای چهار پرده و نیمی خود با سبک‌های گوناگون موسیقی را به نمایش گذاشت که می‌توان به اجرای چندین قطعهٔ اپرایی مهم، خواندن در گروه کر کازاک‌ها و اجرای آثار هوگو ولف اشاره کرد. ربروف در ۱۹۶۸، نقش «تویه» را در نمایش کمدی-موزیکال «ویلن‌زن بر روی بام» که در پاریس به روی صحنه رفته بود ایفا کرد. اجرای ربروف از آهنگ «اگر مردی ثروتمند می‌بودم» چنان مورد توجه تماشاچیان قرار گرفت که او را به شهرت رسانید. اجرای این نمایش به مدت ۲ سال ادامه یافت و ربروف، ۱۴۷۶ مرتبه این نقش را ایفا نمود.
ایوان ربروف در طول دوران فعالیت هنری خود موفق به دریافت ۴۹ صفحهٔ طلایی شد و بیش از ۷۹۰۰ کنسرت اجرا نمود. او همچنین علاوه بر زبان روسی، به زبان‌های آلمانی، فرانسوی، انگلیسی، ایتالیایی و آفریکنز نیز می‌خواند. از ترانه‌های روسی ربروف می‌توان به «کالینکا»، «چشمان سیاه»، «شب‌های مسکو» و «قایقرانان ولگا» اشاره‌کرد.
ربروف هیچ‌گاه ازدواج ننمود و تقریباً تا پایان عمرش به اجرای برنامه می‌پرداخت. آخرین کنسرت او در دسامبر ۲۰۰۷ در وین برگزار شد و پس از آن به دلیل بیماری طولانی مدتش بازنشسته شد و چند ماه بعد، در ۲۷ فوریه ۲۰۰۸ در اثر سکتهٔ قلبی در فرانکفورت درگذشت.